# Tom Maher
Thomas « Tom » Maher, né le 4 septembre 1952 à Melbourne, en Australie, est un entraîneur australien de basket-ball. 

## Biographie
Entraîneur de l'équipe de Chine avant les Jeux olympiques de Pékin, Tom Maher mène son équipe jusqu'à la quatrième place. Il prend ensuite en main l'équipe britannique qui joue aussi les Jeux Olympiques dans son pays, mais n'obtient aucune victoire. Après cette expérience, il rejoint de nouveau l'équipe chinoise début 2013 tout en prolongeant parallèlement avec la même assistante, Michele Timms, pour le club australien des Bulleen Boomers.